# Sulcus centralis
De sulcus centralis of centrale groeve is een hersengroeve in de grote hersenen bij primaten. In de mens scheidt de sulcus centralis de frontale van de pariëtale kwab. Volgens sommigen is de sulcus centralis homoloog aan de sulcus cruciatus in roofdieren.

## Verloop
De sulcus centralis ligt in de mens tussen de gyrus precentralis en de gyrus postcentralis. In de meeste gevallen bestaat de sulcus centralis uit één stuk, maar in een aantal gevallen bestaat hij uit tweede delen. In ongeveer een op de zeven gevallen loopt de sulcus centralis onderaan over in de fissura lateralis. In de meeste gevallen loopt de sulcus centralis door op het mediale oppervlak.

## Schorsvelden

### Algemeen
De hersenanatoom Korbinian Brodmann onderscheidde een aantal gebieden voor, in en achter de sulcus centralis (ook bekend onder de naam sulcus Rolandi), die hij schaarde onder de naam regio Rolandica.  Hij onderscheidde twee hoofdgebieden, de regio precentralis (voor) en regio postcentralis (achter), die cytoarchitectonisch sterk van elkaar verschillen. Bij de mens komen loopt de scheidingslijn tussen deze gebieden grofweg over de bodem van de sulcus centralis. Voor zowel de mens als voor andere diersoorten onderzocht hij cytoarchitectonisch de grenzen van deze gebieden.

### Mens
Van de regio precentralis liggen (van voor naar achter) in de sulcus centralis:
- area frontalis agranularis (area 6) (= premotorische schors[10])
- area gigantopyramidalis (area 4)  (= primaire motorische schors[10])

Het voorste deel (labium anterius) van de sulcus centralis wordt volledig bedekt door area 4, die voor een gedeelte doorloopt op het (buiten)oppervlak van de gyrus praecentralis. Area 6 ligt onderaan de sulcus centralis voor een klein deel op het labium anterius.
Van de regio postcentralis liggen (van voor naar achteren) in de sulcus centralis:
- area postcentralis rostralis (area 3)
- area postcentralis intermedia (area 1)

Samen met de area postcentralis caudalis (=area 2) van de regio postcentralis, die overigens buiten de sulcus centralis ligt, vormen deze drie schorsvelden een onderdeel van de somatosensibele schors. De voorste area 3 ligt op het achterste deel (labium posterius) van de sulcus centralis. Op bepaalde plaatsen loopt area 1 door op het labium posterius.

## Ontwikkeling
In de mens is de sulcus centralis vanaf de 24ste week zichtbaar.

## Naamgeving
De sulcus centralis is ook bekend onder de naam fossa Rolandi met allerlei varianten. De Italiaanse anatoom Luigi Rolando (1773-1831) was een van de eerste die regelmatigheden in de wirwar van hersenwindingen probeerde te ontdenken en onderscheidde daarbij in 1809 de gyri precentralis et postcentralis met een beschrijving (maar geen tekening) van de sulcus centralis. De Franse anatoom François Leuret vernoemde in 1839 de sulcus centralis naar Rolando. De sulcus centralis was echter al in 1786 getekend door de Franse anatoom Vicq d’Azyr, die er echter geen belang aan hechtte aan deze structuur.